# 20. Jahrestag der Vereinigung von KPD und SPD

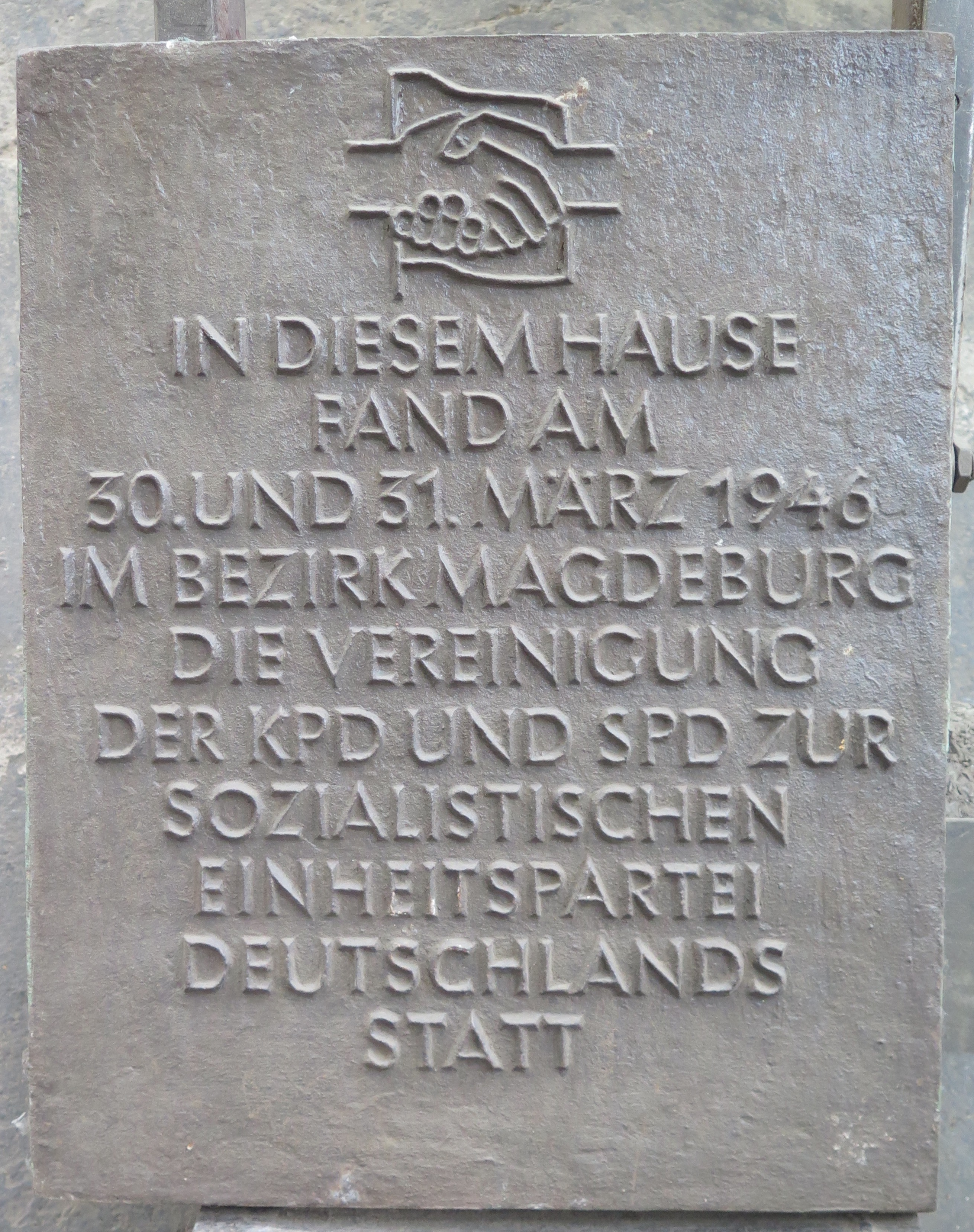
Gedenktafel 20. Jahrestag der Vereinigung von KPD und SPD

20. Jahrestag der Vereinigung von KPD und SPD ist der Name einer ehemals denkmalgeschützten Gedenktafel in Magdeburg in Sachsen-Anhalt.

## Lage
Sie befand sich am Kino Theater der Freundschaft an der Adresse Braunschweiger Straße 25 im Magdeburger Stadtteil Sudenburg, unmittelbar links des Haupteingangs zum Kino. Derzeit ist die Tafel im Magazin des Technikmuseums Magdeburg eingelagert.

## Gestaltung und Geschichte

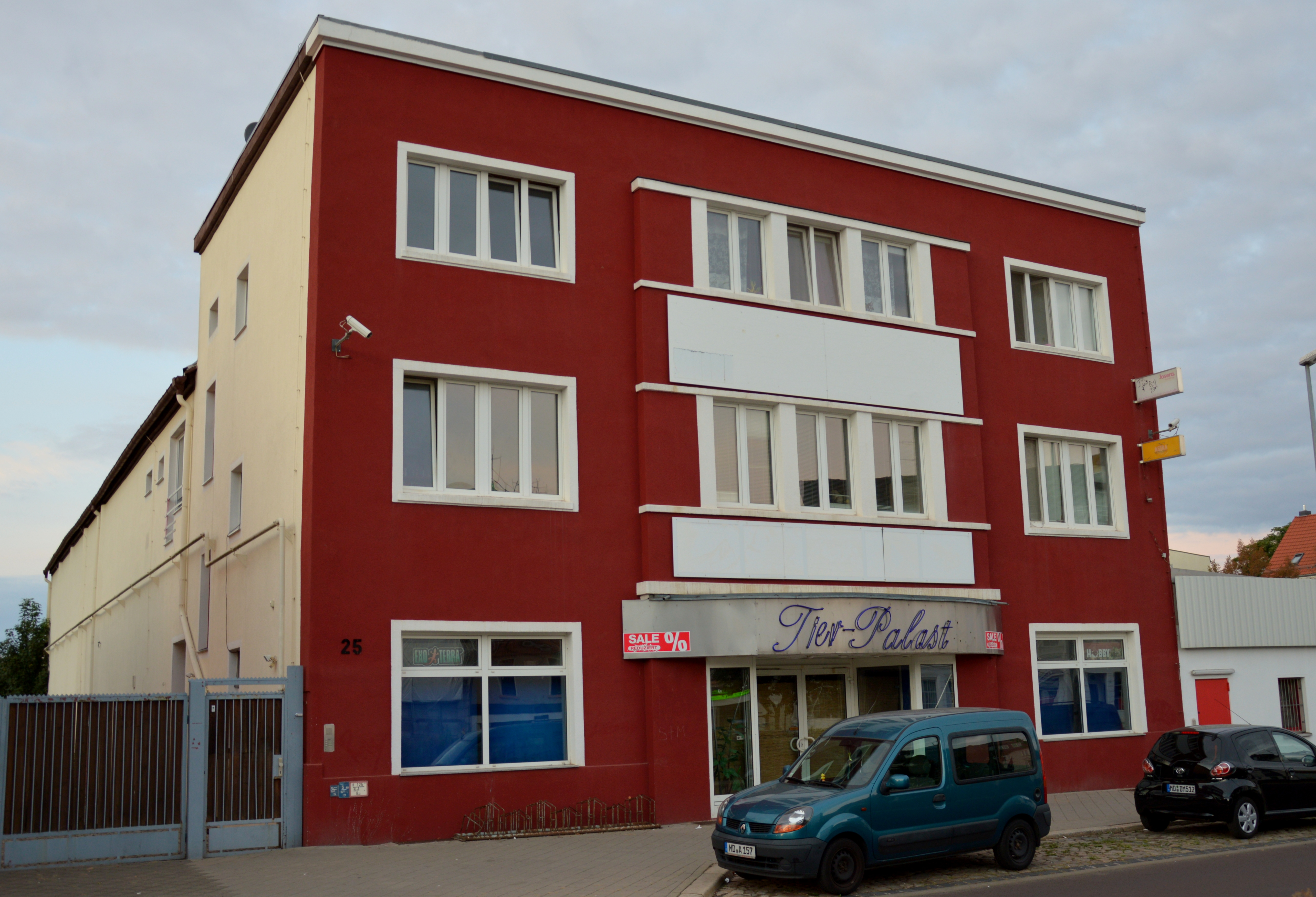
Ehemaliges Theater der Freundschaft im Jahr 2016

Die Tafel wurde im Jahr 1966 vom Magdeburger Bildhauer Walter Bischof geschaffen. Anlass war der 20. Jahrestag der 1946 erfolgten Zwangsvereinigung von SPD und KPD zur SED, der in der DDR als ein wesentlicher Teil des staatlichen Geschichtsverständnisses festlich begangen, der Charakter einer Zwangsvereinigung dabei jedoch nicht thematisiert wurde. Grund der Anbringung der Tafel war, dass in diesem Kinosaal am 30. und 31. März 1946 die Vereinigung von KPD und SPD für den Bezirk Magdeburg erfolgt sein soll.
Die aus Bronze gefertigte Tafel zeigt in ihrem oberen Teil das Emblem der Sozialistische Einheitspartei Deutschlands (SED), zwei sich vor einer Fahne reichenden Hände. Darunter befindet sich der Text:
IN DIESEM HAUSE

FAND AM

30. UND 31. MÄRZ 1946

IM BEZIRK MAGDEBURG

DIE VEREINIGUNG

DER KPD UND SPD ZUR

SOZIALISTISCHEN

EINHEITSPARTEI

DEUTSCHLANDS

STATT
Die Gedenktafel war unter der Nummer B 1.1.7 in der Bezirksdenkmalliste des Bezirks Magdeburg eingetragen.
Die Tafel befindet sich nicht mehr am ursprünglichen Ort, sondern ist im Magazin des Technikmuseums Magdeburg eingelagert (Stand 2023). Zumindest seit 2009 wird die Tafel auch nicht mehr im örtlichen Denkmalverzeichnis geführt.